# Allgemeine Zeitung
L'Allgemeine Zeitung va ser un diari alemany publicat entre el 1798 i el 1929.

## Història
Va ser concebut el 1794 pel conegut llibrer Johann Friedrich Cotta a Tübingen, que convidà Friedrich von Schiller perquè el supervisés. Schiller, tanmateix, va declinar l'oferiment, per la qual cosa va ser Cotta qui va haver d'encarregar-se inicialment de la tasca d'editor cap, fins que Ludwig Ferdinand Huber va ocupar-ne el càrrec. El diari va publicar els seus primers números a Tübingen, el 1798, amb el nom de Neuste Weltkunde. No obstant això, el 8 de setembre de 1798, després de patir una sanció amb aquest nom, va passar a denominar-se Allgemeine Zeitung.
El diari va passar posteriorment per Stuttgart i Ulm. A causa de certes complicacions relacionades amb la censura a Württemberg, va traslladar-se novament a la ciutat d'Augsburg, on ja publicava el 1810, a causa del liberalisme més evident del govern bavarès. En al·lusió al lloc de publicació, Allgemeine Zeitung era denominat amb freqüència a diaris anglesos i francesos com «Augsburg Gazzette» o «Gazette d'Augsbourg». Després de la mort de Huber el 1804, la direcció de l'Allgemeine Zeitung va passar a Karl Joseph Stegmann, que havia estat relacionat amb el servei diplomàtic prussià. L' Allgemeine Zeitung tenia corresponsals a tots els països d'Europa, i diferents governs hi publicaven articles semi-oficials. Els suplements contenien sovint notícies literàries, sobretot sobre publicacions de caràcter polític i breus notes biogràfiques de personatges coneguts. Malgrat la seva bona qualitat, es va afirmar que el diari tenia una tirada reduïda, algunes fonts citaven uns 5.000 exemplars el 1823, mentre que d'altres reduïen aquest nombre als 1.500 o 2.000 exemplars. El 1882 es va traslladar a Múnic, i va publicar-hi el seu últim número el 29 de juliol de 1929.